# 1852 en droit
Cet article présente les faits marquants de l'année 1852 en droit.

## Événements
En 1852, est entreprise l'une des plus importantes réforme du système de common law en Angleterre. Elle vise à abolir les formes d’action du système ancien de procédure, les Cours royales sont consacrées juridictions de droit commun. Leur procédure se simplifie, ce qui permet aux juristes de se consacrer un peu plus sur le fond du droit. Mais il est trop tard pour recevoir le droit romain.